# 시시포스

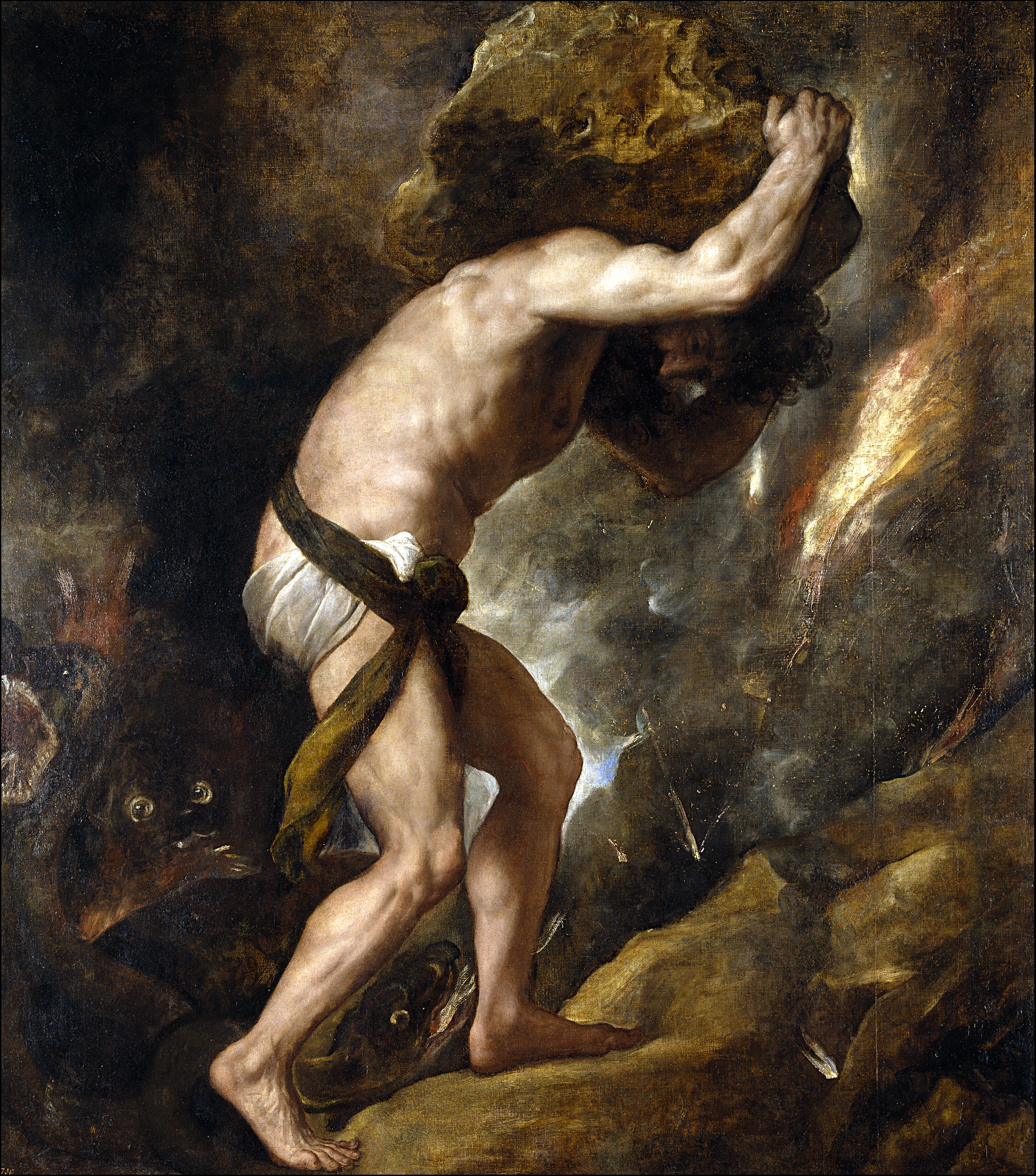

시시포스(고대 그리스어: Σίσυφος['sɪsɪfəs], 라틴어: Sisyphus)는 고대 그리스 신화의 인물이다. 시지푸스, 시지프스, 시지프 등으로 표기하고 불리기도 한다. 그는 코린토스 시를 건설한 왕이었다. 영원한 죄수의 화신으로 현대에 이르기까지 잘 알려져 있다. 현대 작품으로는 알베르 카뮈의 에세이 《시지프 신화》가 있다.
그리스, 헬레니즘 시대의 코린토스 왕국에서는 그를 전설적인 시조로 받들었다. 전설에 따르면 테살리아의 왕 헬렌의 아들, 혹은 후손이었던 아이올로스와 에나레테의 아들이라 한다. 다른 설에는 그의 아버지가 바람의 신 아이올로스라고도 한다. 플레이아데스 메로페의 남편으로서 에피라(코린토스)를 건설해 왕이 되었다고 한다. 이후 기록에 따르면 오디세우스의 아버지라고도 한다(오디세우스의 어머니 안티클레아가 라에르테스와 혼인하기 전).
시시포스는 꾀가 많은 것으로 명성을 떨쳤는데 욕심이 많고 속이기를 좋아했다. 여객과 방랑자를 살해하기도 했다. 시시포스는 죽음의 신 타나토스가 그를 데리러 오자 오히려 타나토스를 잡아 족쇄를 채워 한동안 아무도 죽지 않았다. 결국 전쟁의 신 아레스가 와서 타나토스를 구출하고 시시포스를 데려갔다.
하지만 시시포스는 죽기 전 꾀를 내어 아내에게 죽으면 제사를 지내지 말라고 일러뒀었다. 그래서 저승에서 제사를 받지 못하자 저승의 신 하데스에게 아내에게 제사를 지내도록 설득하기 위해 이승으로 다시 보내줄 것을 부탁했다. 그러나 코린토스에 가서는 저승에 돌아오기를 거부해, 나중에 헤르메스가 억지로 돌려보냈다.
그는 저승에서 벌로 큰 돌을 가파른 언덕 위로 굴려야 했다. 정상에 올리면 돌은 다시 밑으로 굴러내려가 처음부터 다시 돌을 밀어 올리는 일을 시작해야 했다(오디세이아, xi. 593-600). 그가 이 벌을 받은 정확한 이유는 확실하지 않다. 혹자는 그가 신들의 비밀을 인간에게 알린 벌이라 하고 다른 이들은 그가 여행하는 이들을 살해한 벌이라고 한다.
한편 플레이아데스 7자매는 사후에 하늘로 올려져 별자리가 되었는데, 그중 신과 연애했던 6명은 빛을 발하였으나 인간 시시포스의 아내였던 메로페만이 부끄러워서 빛이 약하다는 전승도 있다. 또한 시시포스의 아들인 글라우코스는 벌로 불임하는 저주를 받았다는 설과 말에게 잡아먹혔다는 전승도 있다.

## 평가
알베르 카뮈는 그가 바위를 굴러 올렸으나 떨어질 줄 알고도 바위를 굴리는 것과 밀어 올린 바위가 굴러떨어졌을 때 다시 바위를 올리려 내려오는 모습을 보고 인간승리라고 평가했다. 카뮈는 이러한 행위를 부조리라고 평가했다.

## 같이 보기
- 시지프 신화
- 글라우코스
- 아우톨리코스
- 오딧세우스
- 벨레로폰
- 헬렌